# إرنست شولتسه
إرنست شولتسه (بالألمانية: Ernst Schulze) (و. 1789 – 1817 م) هو شاعر، ومؤلف، وأستاذ جامعي، وكاتب من ألمانيا، ومملكة هانوفر، ولد في تسيله، توفي في تسيله، عن عمر يناهز 28 عاماً.

## التعليم
تعلم في جامعة غوتينغن.

## روابط خارجية
- إرنست شولز على موقع ميوزك برينز (الإنجليزية)
- إرنست شولز على موقع ديسكوغز (الإنجليزية)